# Semiothisa unimodaria
Semiothisa unimodaria är en fjärilsart som beskrevs av Morrison 1874. Semiothisa unimodaria ingår i släktet Semiothisa och familjen mätare. Inga underarter finns listade i Catalogue of Life.